# Jean-Jacques Ebelmen

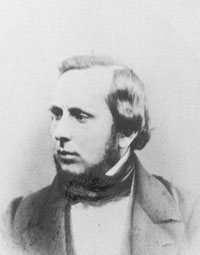
Jacques-Joseph Ebelmen

Jacques-Joseph Ebelmen (Baume-les-Dames, 10 juli 1814 - ?, 31 maart 1852) was een Franse scheikundige.
Hij gaf eerst les en werkte daarna in een porseleinfabriek. Hij bestudeerde zowel metallurgische reacties als de trage verandering van mineralen in de natuur. In 1847 vond hij een eenvoudige werkwijze uit om kristallen te maken en hij paste die methode toe om kunstmatig spinel, smaragd, olivijn, saffier en robijn te maken. Hij is een van de 72 Fransen wier namen in reliëf op de Eiffeltoren zijn aangebracht.